# Soulèvement de Baire
Le soulèvement de Baire ou Cri de Baire (Grito de Baire) est un mouvement insurrectionnel mené le 24 février 1895 par l'armée de libération cubaine contre les troupes du royaume d'Espagne. Ce soulèvement fut constitué par la mobilisation simultanée de quelque 35 villes cubaines, dont Baire, située à environ 75 km de Santiago de Cuba. Il marqua le début de la guerre d'indépendance cubaine. Cette dernière se solda par l'acquisition de l'indépendance de Cuba à l'égard du royaume d'Espagne mais aussi par une mainmise des États-Unis sur le territoire,,.